# Duomo Vecchio de Brescia
Le Duomo Vecchio, appelé également Rotonda ou Concattedrale Invernale di Santa Maria Assunta, est la cocathédrale de la ville italienne de Brescia, située en Lombardie.
Il partage le titre de cathédrale avec le Duomo Nuovo situé juste à côté.

## Historique
La Rotonda fut construite à l'emplacement de la basilica di Santa Maria Maggiore de Dom (à proximité de la basilique San Pietro de Dom), un édifice paléochrétien construit probablement au VIIe siècle et détruit par l'incendie qui a ravagé la ville en 1095.
La Rotonda, édifiée durant la première moitié du XIIe siècle en style roman lombard, a subi plusieurs extensions au cours des siècles mais a conservé sa structure romane d'origine, ce qui en fait un des exemples les plus importants de rotonde en Italie.
Vers la fin du XIIe siècle, Berardo Maggi, évêque et prince de Brescia, procéda à l'agrandissement du chœur et fit décorer l'intérieur.

Le Duomo Vecchio avec le Duomo Nuovo à l'arrière plan
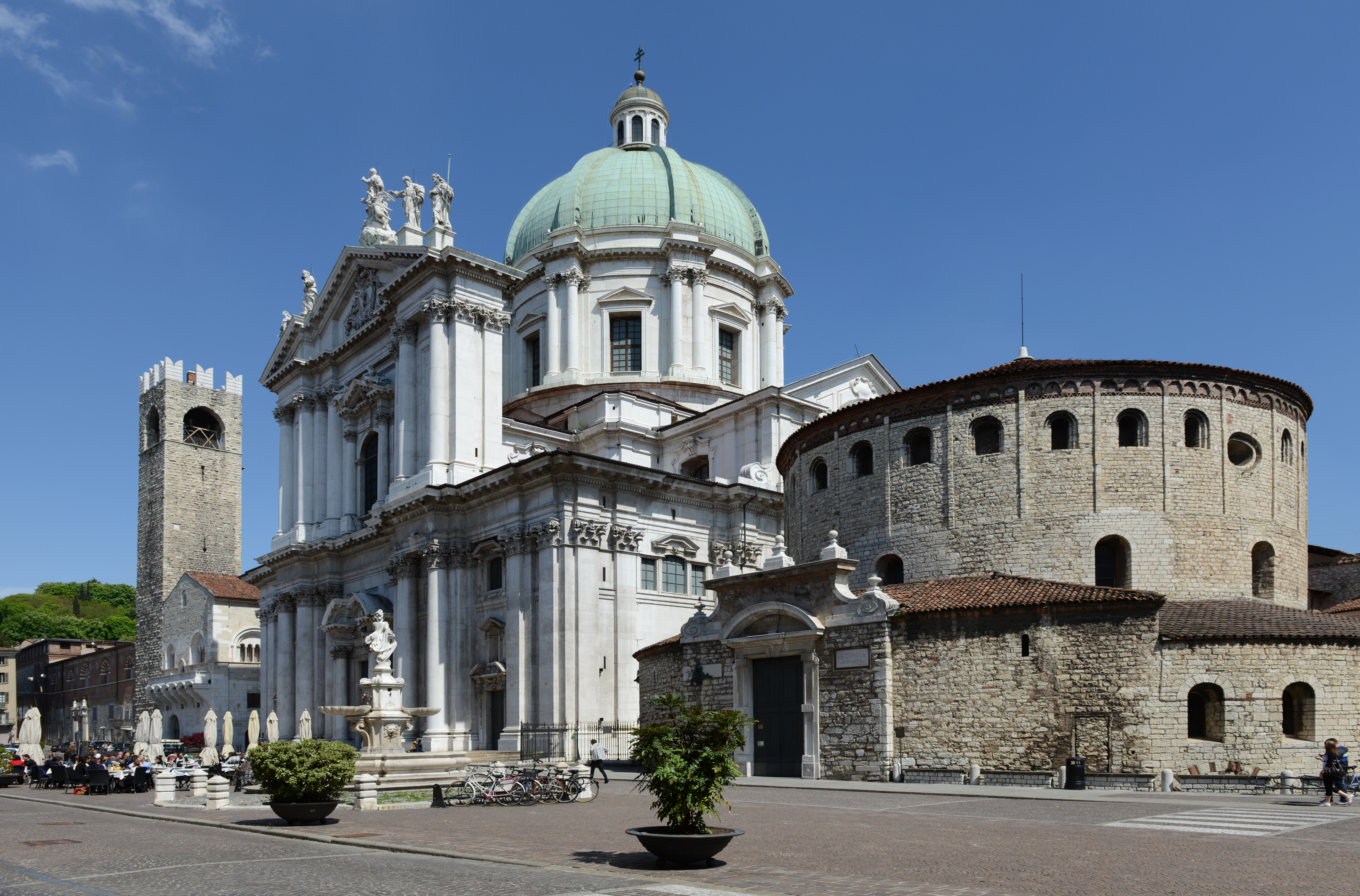
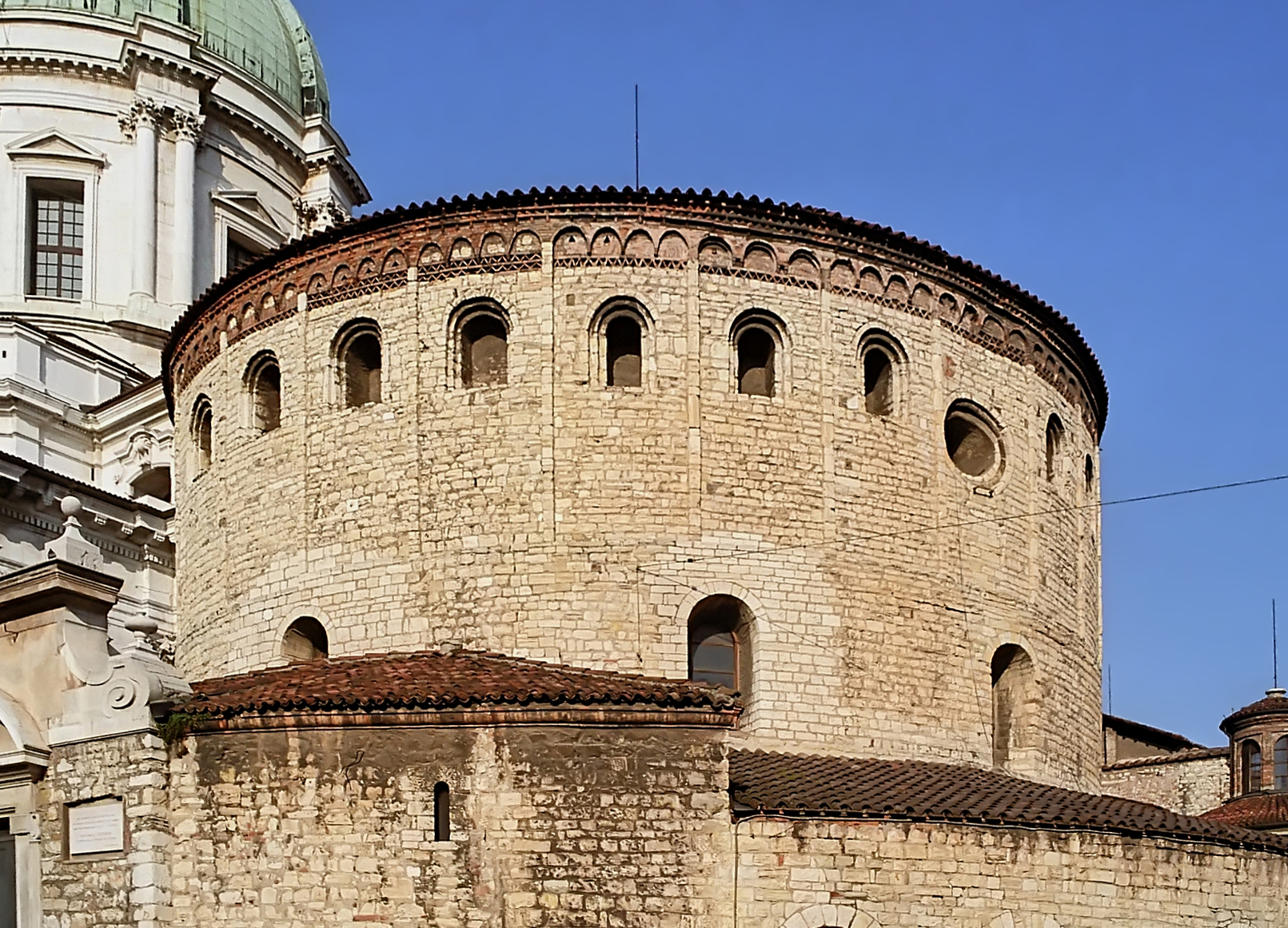

## Architecture
Le Duomo Vecchio est édifié en pierre de taille d'appareil irrégulier et est couvert de tuiles.
La rotonde centrale présente une décoration de bandes lombardes composées de lésènes et d'arcatures, surmontées d'une double frise de dents d'engrenage. Elle est percée d'une série de fenêtres à double ébrasement. Les fenêtres situées au nord, au sud et à l'est sont remplacées chacune par un oculus.
Cette rotonde centrale est entourée d'un déambulatoire circulaire, qui est percé d'une série de fenêtres à simple ébrasement.
L'entrée principale de la cathédrale date de 1571.

## Décorations
À l'intérieur, la Rotonda abrite un cycle de peintures réalisé par les peintres brescians Moretto et Romanino ainsi que le sarcophage en marbre rouge de Vérone de l'évêque Berardo Maggi, mort en 1308.
Ce sarcophage est recouvert d'un couvercle à double pente richement décoré. La pente antérieure, tournée vers l'entrée de la cathédrale, est ornée d'un bas-relief figurant le Serment de paix et de fidélité à l'évêque, surnommé La paix de Berardo Maggi et représentant la paix instaurée par l'évêque entre les Guelfes et les Gibelins de la ville. Curieusement, la procession des Gibelins, qui vient de la droite, est plus longue que celle des Guelfes, qui vient de la gauche, mais il convient de rappeler que Brescia était essentiellement acquise aux Gibelins. Aux angles, deux cubes en saillie représentent les saints Pierre et Paul.
Sur la pente postérieure du couvercle se trouve le gisant de Berardo Maggi, sous lequel figure l'inscription « BERARDI MADII EPISC AC PRINCIP UR BRI » (à Berardo Maggi évêque et prince de la ville de Brescia).

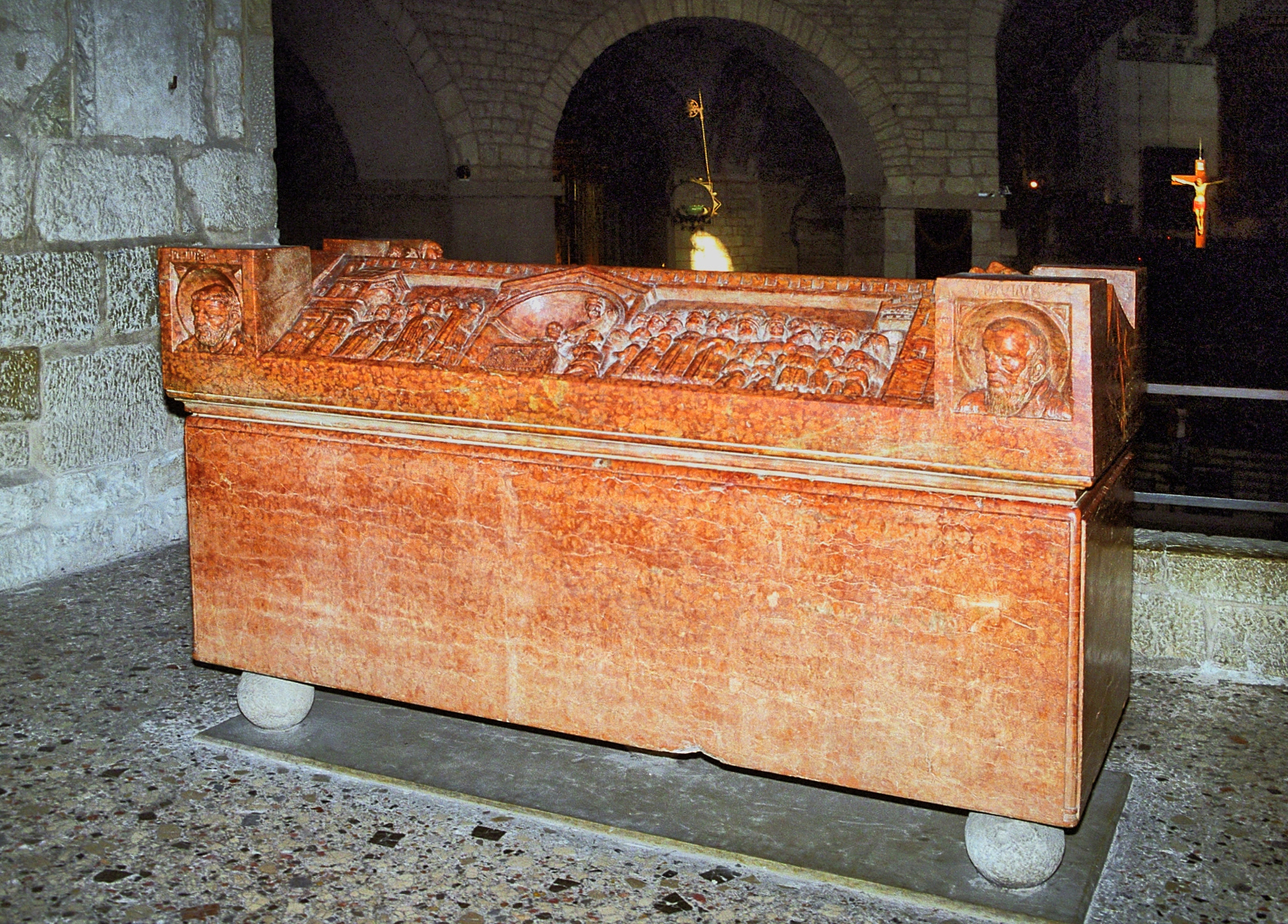
Sarcophage de l'évêque Berardo Maggi.
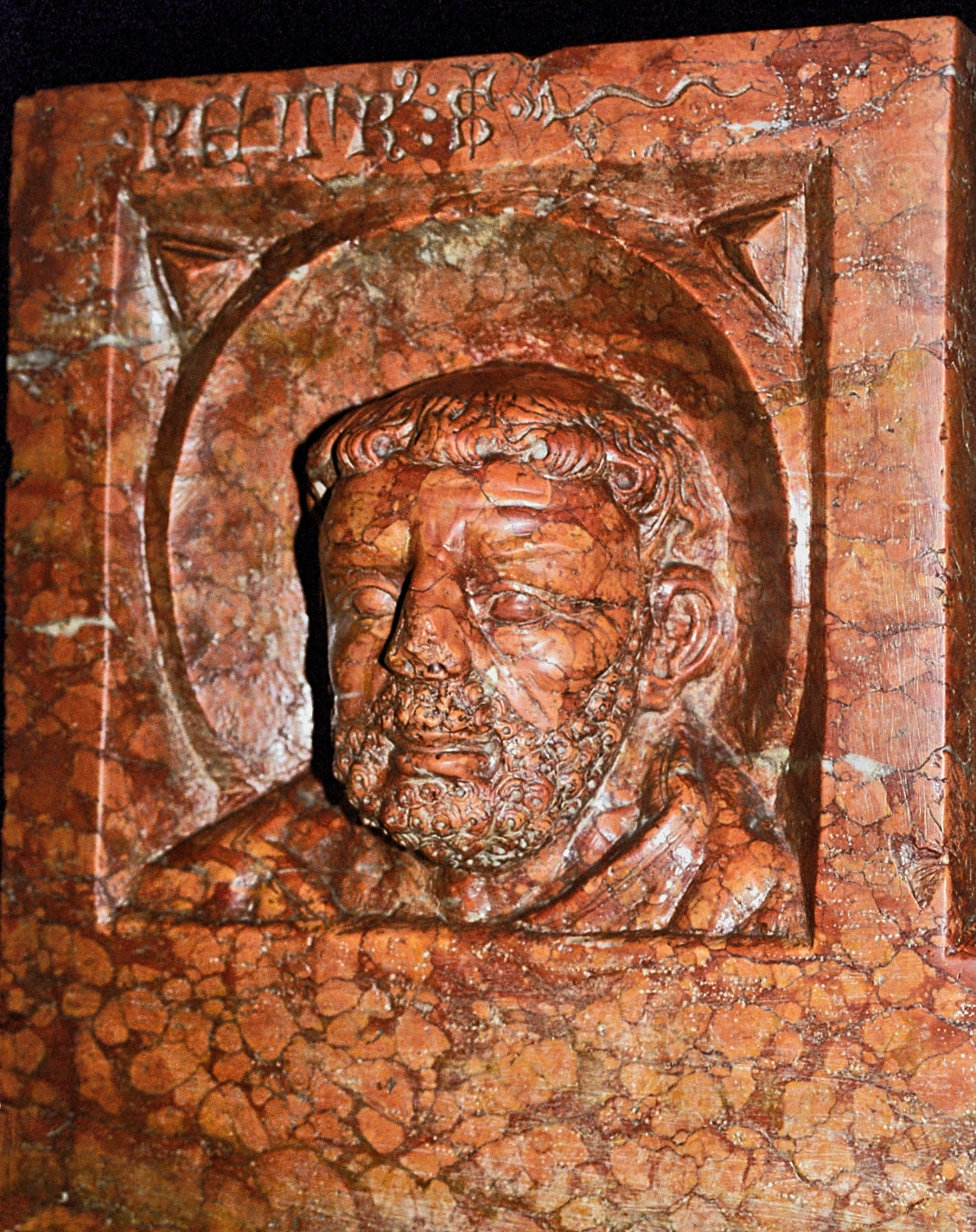
Saint Pierre.

## Source
- (it) Cet article est partiellement ou en totalité issu de l’article de Wikipédia en italien intitulé « Duomo vecchio » (voir la liste des auteurs).